# Newtown Park
El Newtown Park es un estadio multipropósito, utilizado principalmente para la práctica del fútbol, ubicado en Wellington. El club dueño del terreno es el Wellington United, de la Capital Premier League, que firmó un convenio para compartir el recinto con el Wellington Olympic.
La franquicia representante de Nueva Zelanda en la A-League, el Wellington Phoenix, usa el Newtown Park como campo de entrenamiento y sede de su pretemporada; así como su equipo filial, el Wellington Phoenix Reserves, juega de local. Durante la Copa Mundial de Rugby 2011 también funcionó de centro de entrenamiento para varias selecciones. Además, el Team Wellington, participante de la ASB Premiership, también lo utilizó como sede hasta 2014.
Fue sede en cuatro ocasiones de la final de la Copa Chatham, en las ediciones de 1925, 1927, 1989 y 2012.
- Datos: Q11938648